# Maisnières
Maisnières, appelée localement Maisnières-en-Vimeu, est une commune française située à l'ouest du département de la Somme, en région Hauts-de-France.

## Géographie

### Localisation
Maisnières est un village picard du Vimeu.
À vol d'oiseau, la localité est située à 5 km au sud de Feuquières-en-Vimeu, 6 km au nord-est de Gamaches, 9 km au nord de Blangy-sur-Bresle, 10 km au sud-est de Friville-Escarbotin, 14 km à l'est d'Eu-le-Tréport, 18 km au sud-ouest d'Abbeville et à 50 km au nord-ouest d'Amiens.
Le territoire de la commune est limitrophe de ceux de six communes.
Les communes limitrophes sont  Aigneville, Buigny-lès-Gamaches, Frettemeule, Tilloy-Floriville, Tours-en-Vimeu et Vismes.

### Hydrographie

#### Réseau hydrographique
La commune est traversée par la ligne de partage des eaux entre les bassins hydrographiques Artois-Picardie et Seine-Normandie. Elle est drainée par la Vimeuse.
La Vimeuse, d'une longueur de 17 km, prend sa source dans la commune de Martainneville et se jette  dans la Bresle à Gamaches, après avoir traversé six communes.

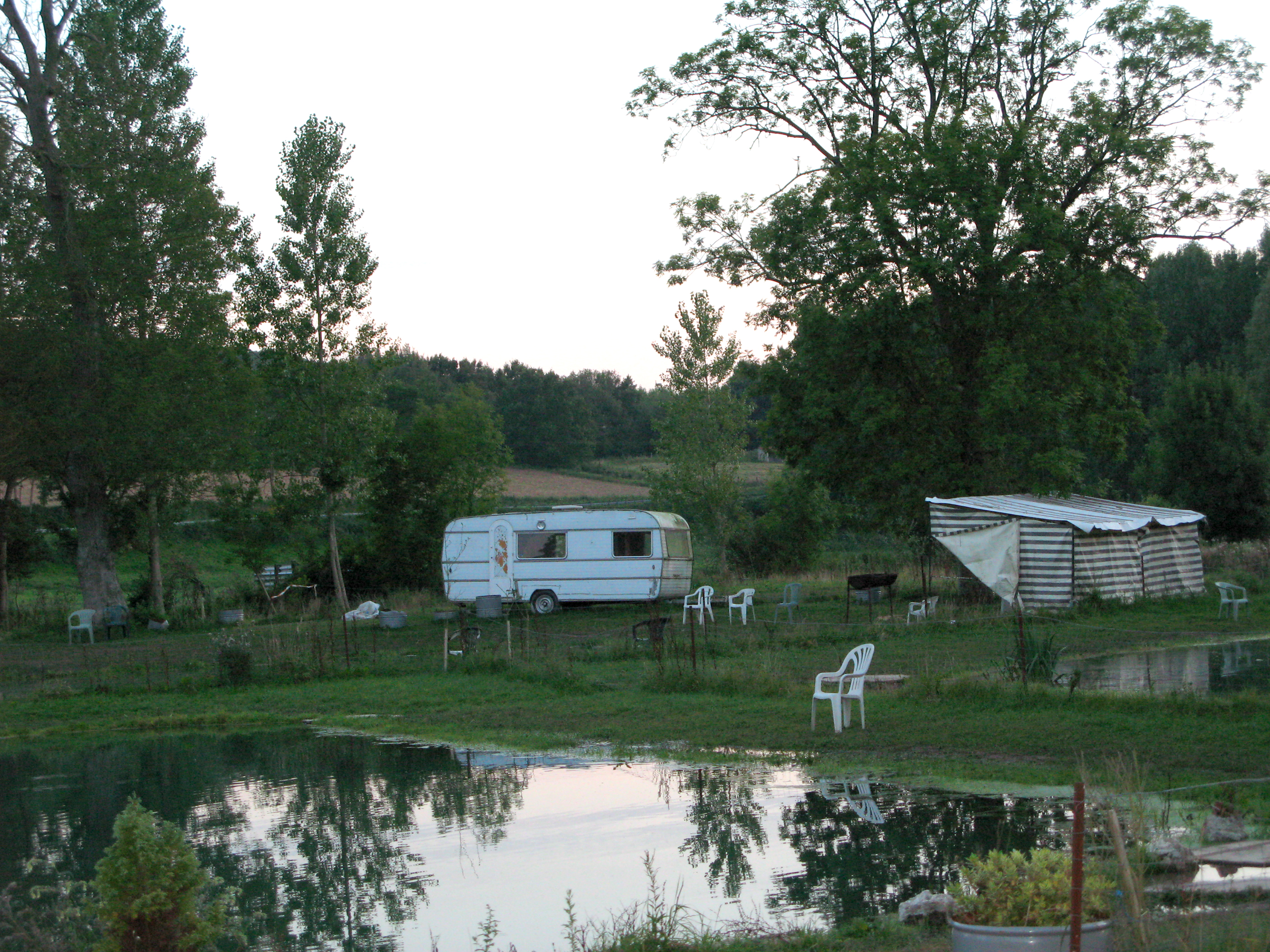
Marais entre Visse et Harcelaines.
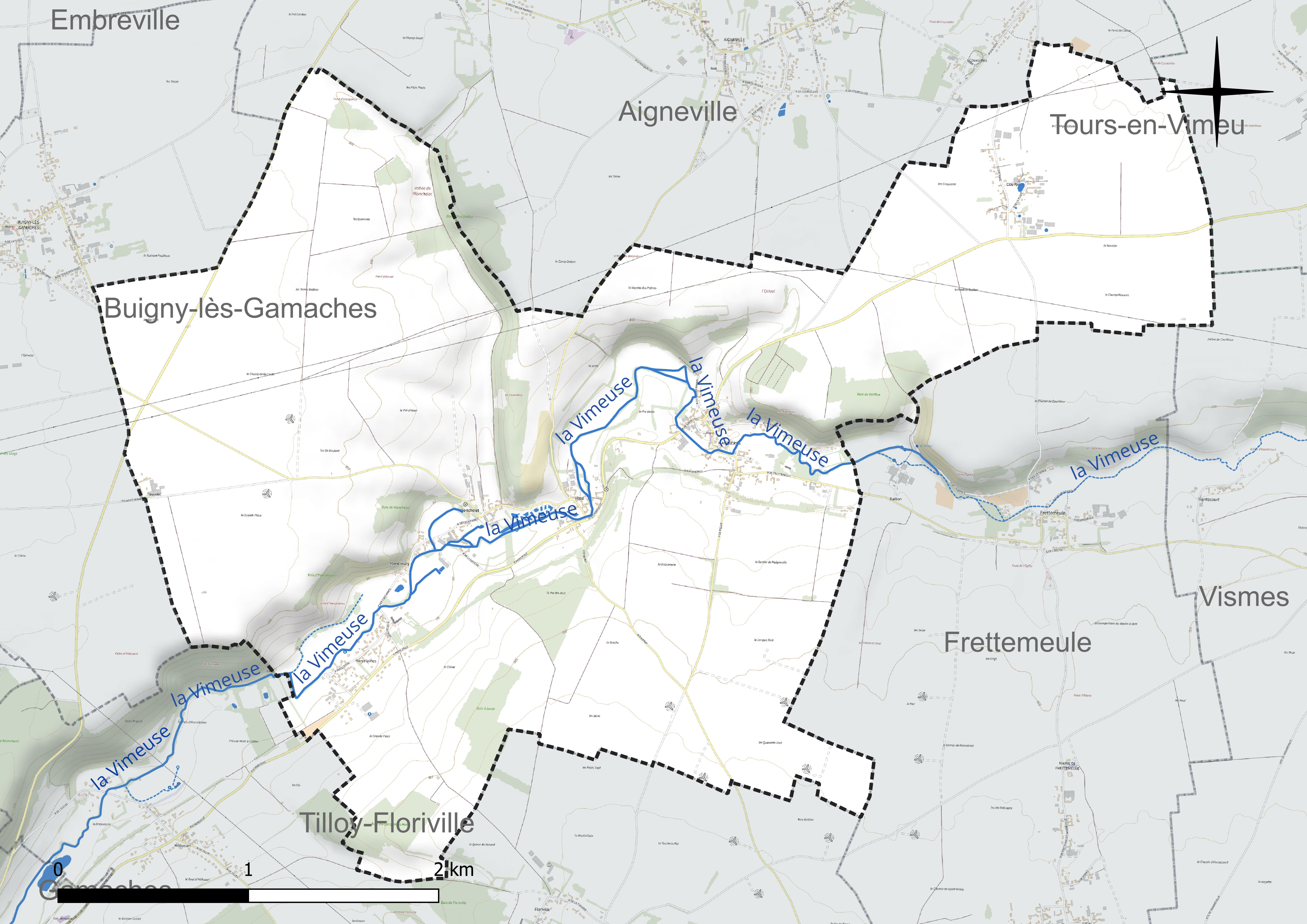
Réseau hydrographique de Maisnières.

#### Gestion et qualité des eaux
Le territoire communal est couvert par le schéma d'aménagement et de gestion des eaux (SAGE) « Vallée de la Bresle ». Ce document de planification concerne un territoire de 748 km2 de superficie, délimité par le bassin versant de la Bresle. Le périmètre a été arrêté le 7 avril 2003 et le SAGE proprement dit a été approuvé le 18 août 2016. La structure porteuse de l'élaboration et de la mise en œuvre est le syndicat mixte d'aménagement, de gestion et de valorisation du bassin de la Bresle.
La qualité des cours d'eau peut être consultée sur un site dédié géré par les agences de l'eau et l'Agence française pour la biodiversité.

### Climat
Pour des articles plus généraux, voir Climat des Hauts-de-France et Climat de la Somme.
En 2010, le climat de la commune est de type climat océanique altéré, selon une étude du CNRS s'appuyant sur une série de données couvrant la période 1971-2000. En 2020, Météo-France publie une typologie des climats de la France métropolitaine dans laquelle la commune est exposée à un climat océanique et est dans la région climatique Côtes de la Manche orientale, caractérisée par un faible ensoleillement (1 550 h/an) ; forte humidité de l'air (plus de 20 h/jour avec humidité relative > 80 % en hiver), vents forts fréquents.
Pour la période 1971-2000, la température annuelle moyenne est de 10,4 °C, avec une amplitude thermique annuelle de 13,2 °C. Le cumul annuel moyen de précipitations est de 852 mm, avec 12,7 jours de précipitations en janvier et 8,3 jours en juillet. Pour la période 1991-2020, la température moyenne annuelle observée sur la station météorologique la plus proche, située sur la commune d'Oisemont à 13 km à vol d'oiseau, est de 11,1 °C et le cumul annuel moyen de précipitations est de 801,4 mm,. Pour l'avenir, les paramètres climatiques de la commune estimés pour 2050 selon différents scénarios d'émission de gaz à effet de serre sont consultables sur un site dédié publié par Météo-France en novembre 2022.

### Paysages

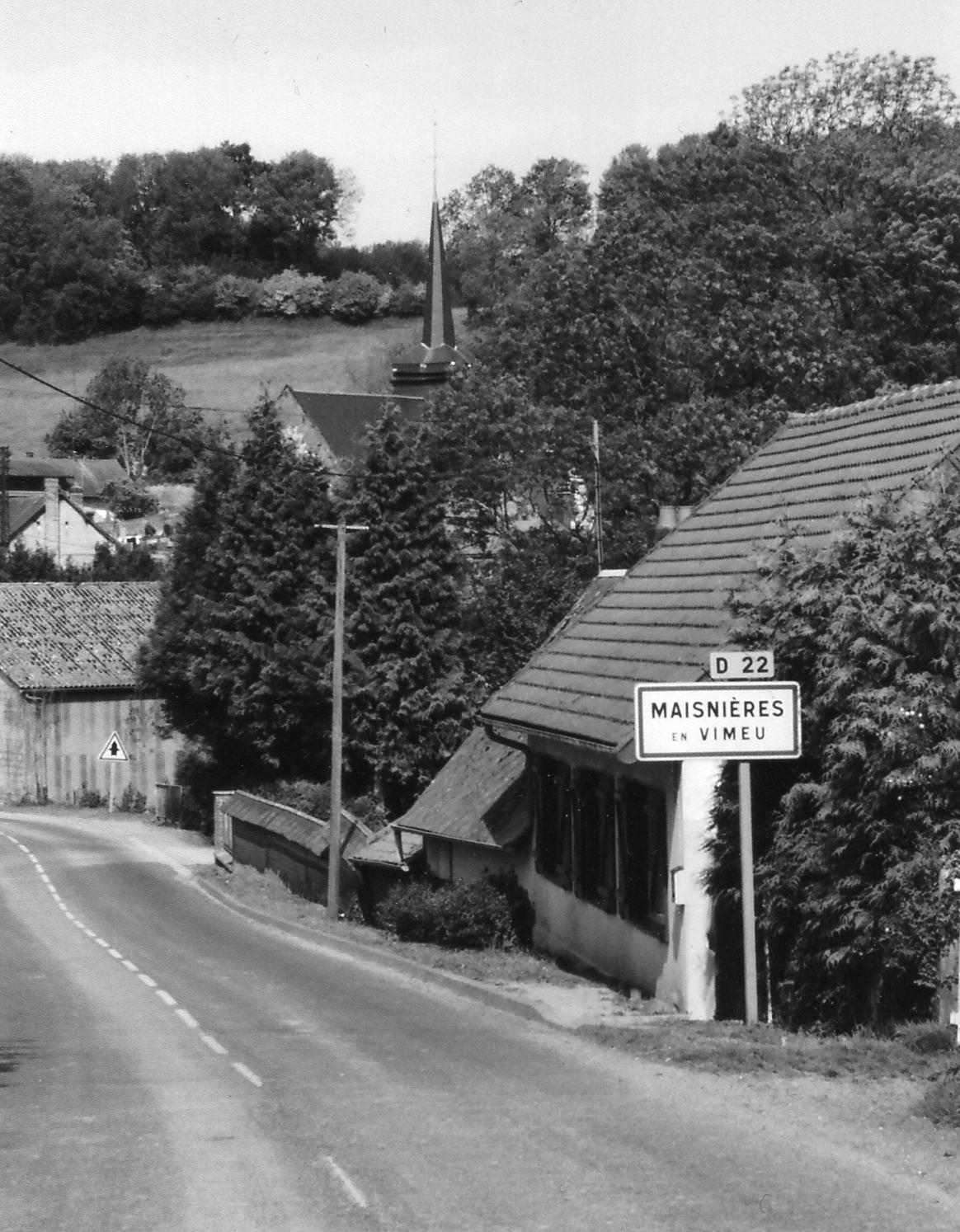
Entrée dans le village par la route de Gamaches.
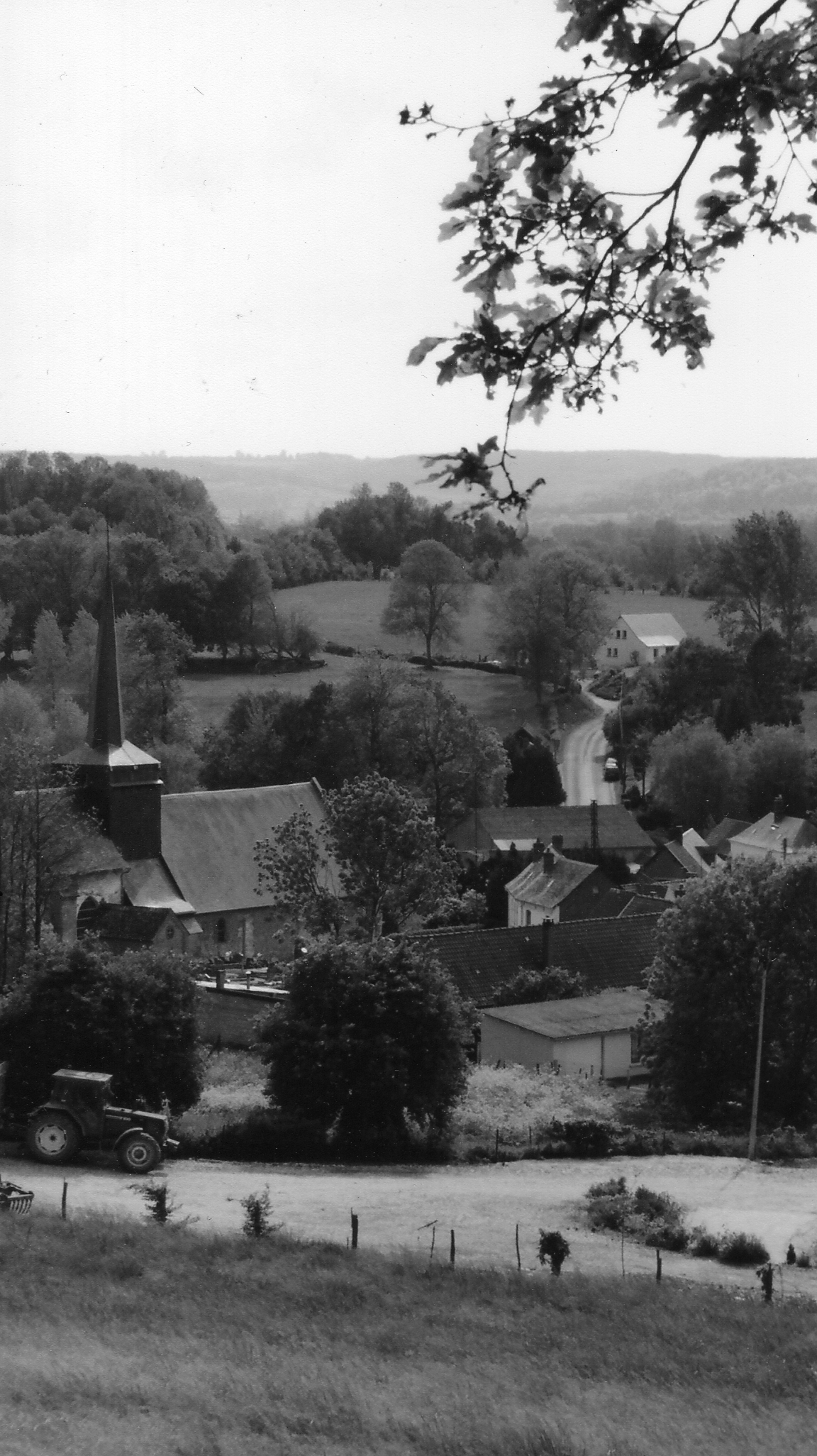
Vue en direction de Visse.

## Urbanisme

### Typologie
Au 1er janvier 2024, Maisnières est catégorisée commune rurale à habitat dispersé, selon la nouvelle grille communale de densité à sept niveaux définie par l'Insee en 2022.
Elle est située hors unité urbaine. Par ailleurs la commune fait partie de l'aire d'attraction de Friville-Escarbotin, dont elle est une commune de la couronne,. Cette aire, qui regroupe 33 communes, est catégorisée dans les aires de moins de 50 000 habitants,.

### Occupation des sols
L'occupation des sols de la commune, telle qu'elle ressort de la base de données européenne d'occupation biophysique des sols Corine Land Cover (CLC), est marquée par l'importance des territoires agricoles (89,4 % en 2018), en diminution par rapport à 1990 (90,6 %). La répartition détaillée en 2018 est la suivante : 
terres arables (64,6 %), prairies (19,8 %), zones urbanisées (6,1 %), zones agricoles hétérogènes (5 %), forêts (4,4 %). L'évolution de l'occupation des sols de la commune et de ses infrastructures peut être observée sur les différentes représentations cartographiques du territoire : la carte de Cassini (XVIIIe siècle), la carte d'état-major (1820-1866) et les cartes ou photos aériennes de l'IGN pour la période actuelle (1950 à aujourd'hui).

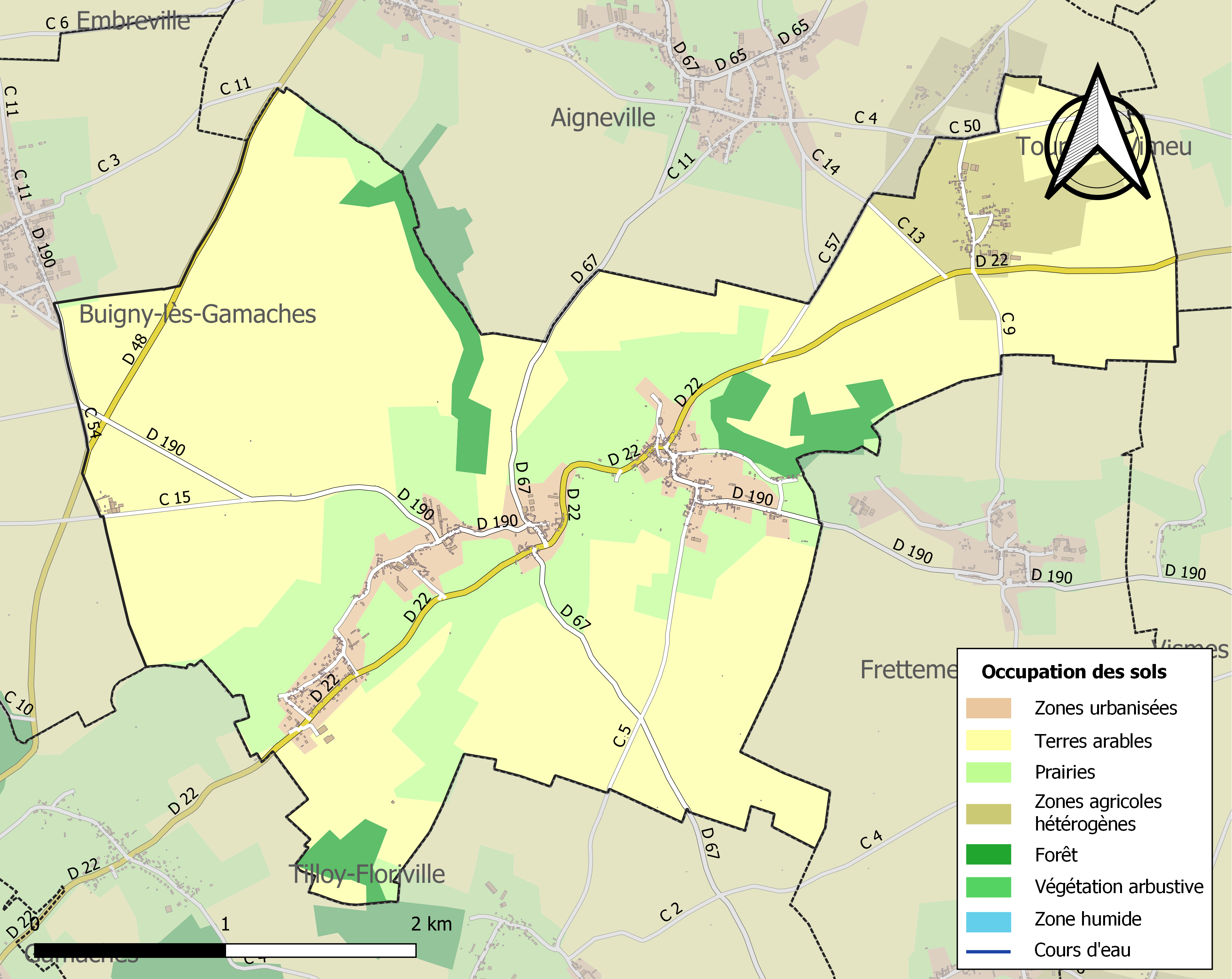
Carte des infrastructures et de l'occupation des sols de la commune en 2018 (CLC).

### Lieux-dits, hameaux et écarts
La commune est composée de sept zones habitées. Deux de ces annexes sont dans la plaine : Courtieux et la ferme Touvent ; les autres sont à cheval sur la Vimeuse : Visse, Monchelet, Haudrechy, Harcelaines et Maisnières.

### Voies de communication et transports
En 2019, la localité est desservie par la ligne d'autocars no 3 (Gamaches - Woincourt - Abbeville) du réseau Trans'80, Hauts-de-France, chaque jour de la semaine sauf le dimanche et les jours fériés.

## Toponymie
Le nom de la localité est attesté sous les formes Mainera au Xe siècle ; Meneriæ en 1142 ; Maineria en 1162 ; Mainières en 116. ; Mainerii en 1174 ; Manerii en 1184 ; Mainnerii en 1184 ; Maisnières en 1184 ; Maneriæ en 1184 ; Mainerel en 1191 ; Mannerii en 1200 ; Mainneres en 1206 ; Maneria en 1219 ; Manneres en 1244 ; Maignières en 1230 ; Magnières en 1249 ; Minerii en 1257 ; Meniascum en 1284 ; Mainnes entre 1300 et 1323 ; Mayneres en 1301 ; Maisnières-en-Vimeu en 1362 ; Maisvières en 1638 ; Mesnieres en 1668 ; Maignieres en 17.. ; Maisnierre en 1720.

Le toponyme de Maisnières (Mesnières, Maineria, Mainera, Manerioe, Magnera) vient peut-être de Maisnie ou Maisnil (manoir : noble demeure), ou de Mansio, à cause de quelque hôtellerie établie sur la chaussée romaine Brunehault et ayant été à l'origine du village.
- Courtieux (Courthieu en 1674, Courtieux en 1701[24]) paraît avoir pris son nom du mot « courtil » qui signifie, selon certains, jardin ou herbage, et selon d'autres une maison faite de torchis (Cort : habitation et til : torchis).
- Vissé (Visse en 1757, Vis en 1728, Vis-les-Maisnières en 1766, Vitz en 1826[25]). Le nom de ce hameau paraît venir de « vicus » ou de « via » (la chaussée romaine Brunehault passe à proximité). Cette chaussée Brunehault partait de Beauchamps et se dirigeait vers Martainneville et Buleux, en passant près de Monchelet, Visse pour ensuite traverser Maisnières. Des monnaies romaines et des poteries, dont des vases de Samos, furent trouvées dès le XIXe siècle dans le village. Certains chercheurs considéraient Maisnières comme un village gallo-romain (dont M. Boucher de Perthes, président de la Société d'Emulation d'Abbeville).
- Monchelet (Munchelez en 1201, Moncheles au XIIIe siècle, Monchellets en 1582, Moncelet en 1757, Monchelet en 1763, Montchelet en 1763, Monchelet près Herceleines en 1766[26]) et son écart Handrechy (Handrechies en 1468, Handrecy en 1757, Handrechi en 1766, Haudrechie en 1778, Handrechy en 1836, Haudrechy en 1856[27]) se composent de quelques habitations et d'un moulin à eau. Le nom de Monchelet semble venir de « Moncella », ou peut-être Montis-Cella.
- Harcelaines (Herselenes en 11.., Herselaines en 1253, Herceleines en 1337, Hersselaines en 1374, Harcelene en 1380, Harcelaines en 1380, Hercelaines en 1384, Herseleine en 1405, Harseleine — Harselanes — Hersellanes en 1420, Harselaines en 1423, Harcelaine en 1550, Herchelaines en 1646, Herchelines en 1648, Beneseline en 1705, Hercelaine en 1761, Herceline en 1778, Harcelaigne en 1840[28]) ne dépendait autrefois ni de la seigneurie, ni de la paroisse de Maisnières. C'est la nouvelle formation des communes qui l'a accolé comme annexe de Maisnières. Les registres d'état-civil deviennent communs à compter de janvier 1793.

## Histoire
Maisnières fut liée en partie par son histoire à celle de Gamaches, toute proche, et autrefois au nombre des grands bourgs de la province de Picardie. Gamaches a reçu des visiteurs célèbres : le roi François Ier (en octobre 1544) et le roi de Navarre devenu Henri IV (en septembre et octobre 1589).
En 879, les Normands saccagèrent le Vimeu, mais furent défaits en 881 par Louis III dans une sanglante bataille, à Saucourt, presque aux portes de Maisnières (juste au nord, au-delà de Fressenneville).
Toute la vallée de la Vimeuse fut alors fortifiée avec un important réseau de forteresses, et le siège de la prévôté du Vimeu fut établi à Oisemont.
L'abbaye Saint-Pierre de Corbie détenait la cure de Maisnières depuis 1142.
En 1340, au tout début de la guerre de Cent Ans, les Anglais débarquèrent au Tréport avec 80 bateaux, longèrent la Bresle, arrivèrent à Gamaches, remontèrent la Vimeuse, pillant et brûlant tout sur leur passage, dont Maisnières, avant d'aller attaquer Abbeville.
En 1346, Édouard III, venant d'Airaines, quitta Oisemont pour se diriger vers Vismes (village voisin de Maisnières, au-delà de Frettemeule) et le Vimeu avant Crécy. La défaite française fut considérable, avec ses milliers de morts dont la majeure partie de la noblesse picarde.
La maison de Maisnières, qui s'éteignit au XVe siècle, fut incontestablement l'une des premières et des plus illustres du Ponthieu, puisqu'elle était issue directement des comtes de Ponthieu (eux-mêmes de famille royale). En 1459, le château et la seigneurie de Maisnières furent vendus à l'abbaye de Corbie moyennant 220 écus d'or. Dès lors, les abbés et le couvent de Saint-Pierre de Corbie, devenus maîtres de Maisnières, perçurent les deux tiers des « menues et mixtes dîmes », et exercèrent également la justice.
Maisnières, comme bien d'autres localités de la région, fut souvent ravagée par les guerres et la peste.
En contrepoids à la misère, un abbé de Corbie, le cardinal de Luynes, fit un geste de charité envers les habitants de Maisnières. Le 6 mai 1785, par acte passé devant les conseillers du roi, il fit donation d'une somme de 125 000 livres, par remise au trésor royal, pour constituer, au profit des pauvres de la paroisse de Saint-Crépin et Saint-Crépinien de Maisnières, une rente devant être distribuée annuellement par le prieur de Maisnières et hameaux en dépendant.
Au XVIIe siècle, Maisnières cultivait le houblon. Il en est resté des appellations de parcelles appelées « houbronnières » proches du chemin Marais Bonhomme.
La châtellenie de Maisnières avait son office de notaire, dont le seul titulaire connu résidant à Visse, était Lottin (1767 à 1771).
Entre 1790 et 1794, Maisnières absorbe les communes de Courtieux, d'Harcelaines et de Monchelet.

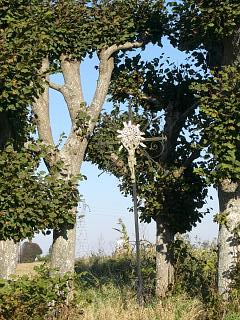
Croix de mission érigée à l'entrée par la route de Tours-en-Vimeu.

En 1832 et 1849, les épidémies de choléra touchent la région. Maisnières comptabilise 14 décès en 1848, 27 en 1849 et 15 en 1850).
Au XIXe siècle et jusqu'à l'après-guerre, le village vivait essentiellement de l'agriculture, de la serrurerie et du textile. Jusque dans les années 1950-1960, la principale activité resta l'agriculture.
Le Vimeu a été le berceau de la serrurerie (art apporté par les Espagnols). Ce métier d'appoint, principalement activité d'hiver, a vu les serruriers se spécialiser selon les villages. En 1836, lors du premier recensement, il y avait encore quinze serruriers déclarés, soit un peu plus de 10 % des hommes mariés (141 hommes mariés).
Les métiers liés au textile occupaient beaucoup de femmes de Maisnières, comme dans beaucoup d'autres villages : elles étaient fileuses. Comme pour les serruriers, c'était également un métier d'appoint fait à domicile. Également en 1836, date du premier recensement, le village comptait 126 fileuses (femmes mariées ou jeunes filles). À comparer au chiffre de 146 femmes mariées auquel il fallait ajouter des jeunes filles (204 filles de tous âges). Étaient également recensés 26 tisserands (hommes ou femmes).
Lors de ce recensement de 1836, en parallèle des agriculteurs et des ouvriers qui gravitaient autour de cette activité, on trouvait également des activités indépendantes d'artisans, indispensables en cette période pauvre où on s'approvisionnait essentiellement au sein du village, et où l'on faisait réparer sur place afin de donner une durée de vie la plus longue possible aux articles de première nécessité. Ce village d'environ 700 habitants comptait huit cordonniers.
Le chemin de fer a participé à alimenter l'activité économique du village. À partir de 1869, une compagnie exploita, dans le Vimeu, « Frévent - Longroy - Gamaches », puis « Abbeville - Le Tréport-Mers ». Maisnières a disposé d'une gare ouverte au trafic voyageurs du 9 mai 1872 jusqu'au 7 novembre 1938. En 1936, l'indicateur Chaix notait quatre dessertes dans le sens Le Tréport-Mers - Longpré-Corps-Saints et trois dessertes dans l'autre sens. Le trafic marchandises concernait surtout les betteraves, les céréales, les engrais, la houille, l'épicerie et certains animaux. Pendant la saison des betteraves, Maisnières a connu jusqu'à 16 trains de marchandises par jour
La construction de la nouvelle école est commencée en 1877 et terminée en 1878. Il n'y avait alors qu'une classe, en rez-de-chaussée. La surélévation pour une classe supplémentaire est effectuée en 1954
Il y avait également une fabrique de caisses, différents artisans et petits commerçants.
Monchelet, hameau de Maisnières, a connu, de par sa laiterie-fromagerie, une activité économique intense entre les années 1900 à 1977.
L. Piquereau, venu des Charentes, est à l'origine de la création de cette usine. Il la cède en 1911 à Dominique Lizée qui la fait prospérer. Elle est reprise en 1919 par une société familiale de Fère-Champenoise, Guérault-Godard, déjà propriétaire de plusieurs laiteries-fromageries importantes. Cette usine continue de prendre de l'essor sous le nom de Société anonyme des fermiers réunis (SAFR). Elle compte plus de 110 salariés avant de réduire son activité en 1973 pour fermer en 1977. Sa production comportait principalement les fameux camemberts L'Oiseau bleu, connus bien au-delà de la Picardie, et dont une partie était exportée hors de France.

Vues de la laiterie-fromagerie de Monchelet
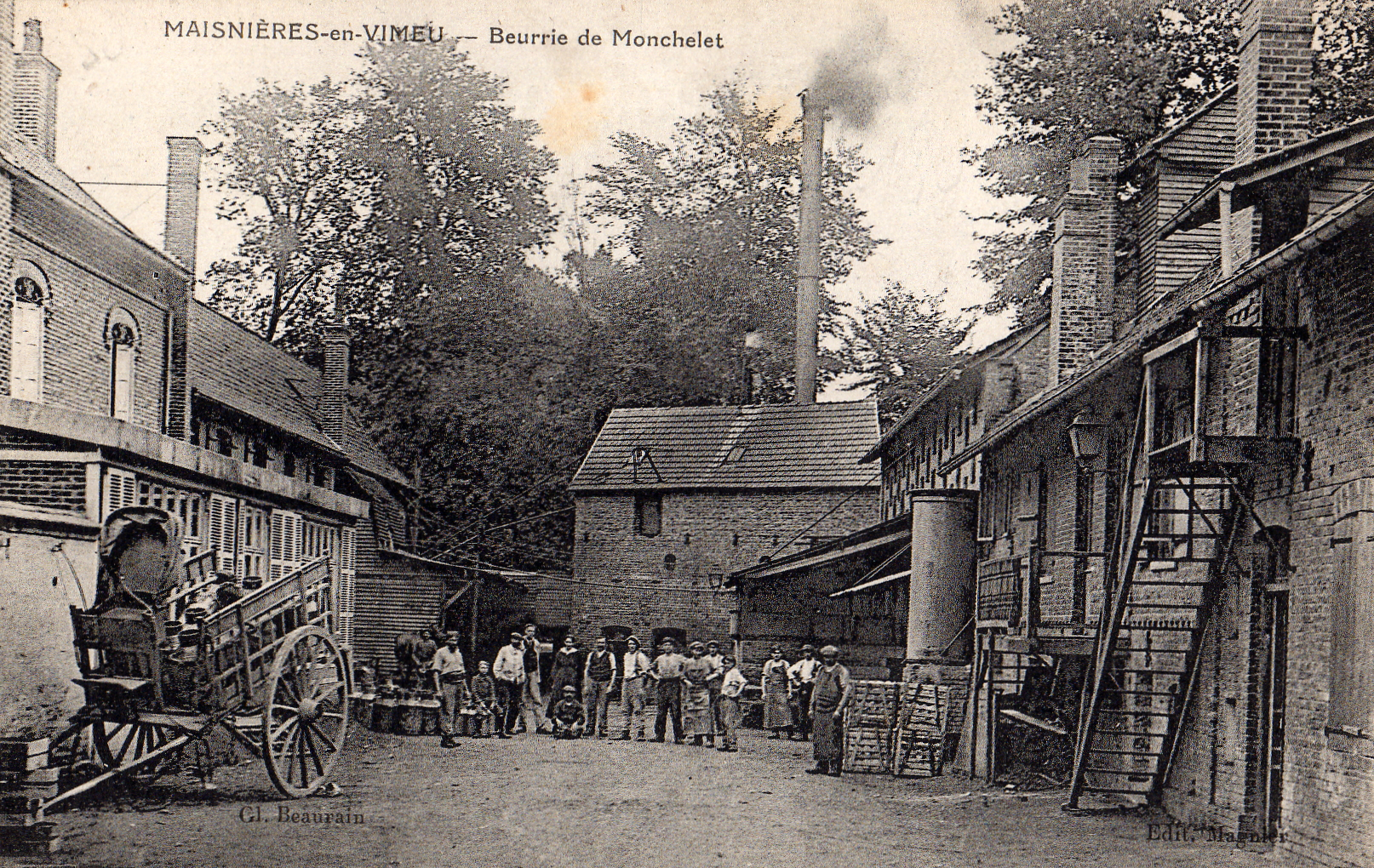
Carte postale antérieure à 1914, le personnel compte au moins 17 personnes.
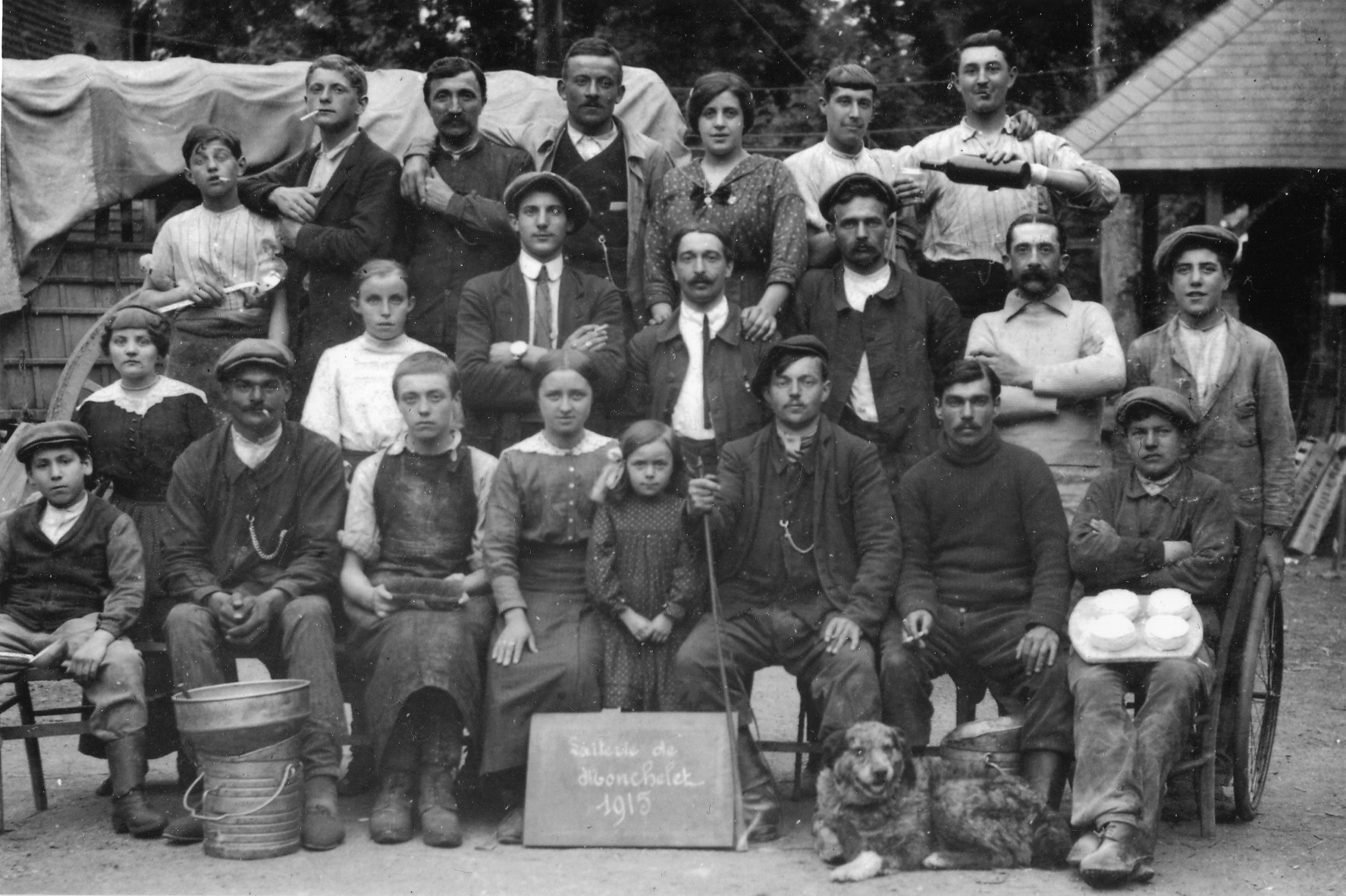
Les 21 salariés posant avec une enfant en 1915.
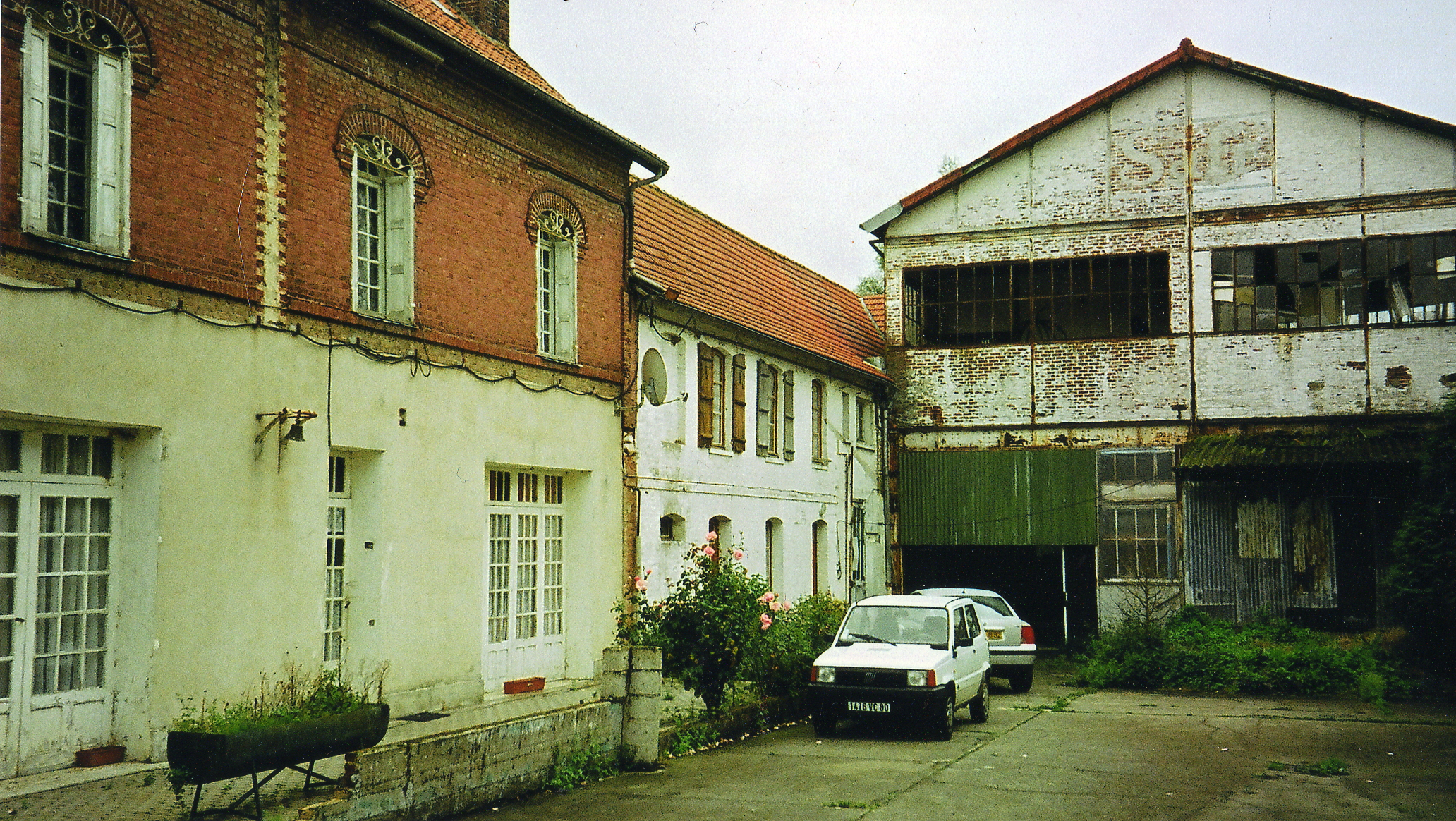
L'ancienne laiterie-fromagerie SAFR de Monchelet en 2006.

Lors des deux guerres mondiales, Maisnières a partagé le sort de multiples autres localités en perdant nombre de ses ressortissants.
Pendant la Première Guerre mondiale, des militaires alliés australiens séjournèrent dans le village, plus précisément au château et à l'école du bourg.
Le monument aux morts est inauguré le dimanche 18 septembre 1921 avec la participation de la fanfare de Gamaches, sous la présidence d'honneur de monsieur Des Lyons député de la Somme.
Pendant la Seconde Guerre mondiale, les occupants réquisitionnèrent des chambres chez l'habitant, l'ancien presbytère, ainsi que le château de Maisnières qui servit de Kommandantur.
Le service ferroviaire est  rétabli par l'occupant, pendant la Deuxième Guerre mondiale. La section Longroy - Gamaches - Cerisy-Buleux a été totalement déferrée entre 1972 et 1975.
Dans la nuit du 3 juillet 1944, un V1 est tombé sur des maisons d'habitation situées entre l'église et la petite place proche de l'ancien presbytère. Selon le rapport de gendarmerie, il tua trois jeunes enfants de quatre à sept ans, d'une même famille, blessa douze personnes, et causa des dommages importants aux maisons et à l'église. Ce V1 venait vraisemblablement de Longuemort (hameau situé à quatre ou cinq kilomètres à vol d'oiseau, à l'est), l'un des 45 sites de lancement répertoriés dans la Somme.
Maisnières est libérée le 2 septembre 1944 avec l'arrivée d'une division blindée de Canadiens en provenance de Gamaches et se dirigeant vers Abbeville, leur objectif immédiat. Ces mêmes Canadiens vont ensuite participer, avec la 1re division blindée polonaise, à cette libération.
Le 8 janvier 1945, alors que la Seconde Guerre mondiale n'est pas encore terminée, un bombardier américain, à court de carburant, se pose en catastrophe près de la ferme de Toutvent. Il ne redécollera pas.

## Politique et administration
| Période   | Période                   | Identité                | Étiquette | Qualité                         |
| --------- | ------------------------- | ----------------------- | --------- | ------------------------------- |
| 1791      | Vendémiaire an VIII       | François Debauvais      |           | Agent municipal 1er maire       |
| An VIII   | An XII                    | Toussaint Lecul         |           |                                 |
| An XII    | 1809                      | François Debauvais      |           |                                 |
| 1809      | 1815                      | Nicolas Humel           |           |                                 |
| 1815      | 1815                      | Charlemagne Briet       |           | pendant les Cent jours          |
| 1815      | 1816                      | Nicolas Humel           |           |                                 |
| 1816      | 1831                      | Charles Marc Fagot      |           |                                 |
| 1831      | 1832                      | Charles Joseph Pruvot   |           |                                 |
| 1832      | 1835                      | Nicolas Victor Crusel   |           |                                 |
| 1835      | 1836                      | De Croutel de Lignemare |           |                                 |
| 1836      | 1840                      | Pierre Malapert         |           |                                 |
| 1840      | 1847                      | Benjamin Sueur          |           |                                 |
| 1847      | 1878                      | Charles-Antoine Gignon  |           |                                 |
| 1878      | 1888                      | Florimond Debeauvais    |           |                                 |
| 1888      | 1896                      | Albert de Cornette      |           |                                 |
| 1896      | 1904                      | Emile Gauthier          |           |                                 |
| 1904      | 1911                      | Pierre André Floury     |           |                                 |
| 1911      | mars 1925                 | Emile Boutté            |           |                                 |
| mars 1925 | 1945                      | André Floury            |           |                                 |
| 1945      | mars 1968                 | Albin Bachellier        |           |                                 |
| mars 1968 | mars 1971                 | André Malapert          |           |                                 |
| mars 1971 | mars 1989                 | Pierre Davergne         |           |                                 |
| mars 1989 | En cours (au 2 juin 2020) | Bernard Thiébault       |           | Réélu pour le mandat 2020-2026, |

## Population et société

### Démographie
L'évolution du nombre d'habitants est connue à travers les recensements de la population effectués dans la commune depuis 1793. Pour les communes de moins de 10 000 habitants, une enquête de recensement portant sur toute la population est réalisée tous les cinq ans, les populations de référence des années intermédiaires étant quant à elles estimées par interpolation ou extrapolation. Pour la commune, le premier recensement exhaustif entrant dans le cadre du nouveau dispositif a été réalisé en 2006.

En 2022, la commune comptait 477 habitants, en évolution de −7,02 % par rapport à 2016 (Somme : −1,26 %, France hors Mayotte : +2,11 %).
| 1793 | 1800 | 1806 | 1821 | 1831 | 1836 | 1841 | 1846 | 1851 |
| ---- | ---- | ---- | ---- | ---- | ---- | ---- | ---- | ---- |
| 602  | 617  | 729  | 459  | 708  | 722  | 787  | 784  | 775  |

| 1856 | 1861 | 1866 | 1872 | 1876 | 1881 | 1886 | 1891 | 1896 |
| ---- | ---- | ---- | ---- | ---- | ---- | ---- | ---- | ---- |
| 761  | 766  | 730  | 713  | 679  | 669  | 665  | 612  | 619  |

| 1901 | 1906 | 1911 | 1921 | 1926 | 1931 | 1936 | 1946 | 1954 |
| ---- | ---- | ---- | ---- | ---- | ---- | ---- | ---- | ---- |
| 540  | 575  | 564  | 560  | 565  | 539  | 560  | 558  | 566  |

| 1962 | 1968 | 1975 | 1982 | 1990 | 1999 | 2006 | 2011 | 2016 |
| ---- | ---- | ---- | ---- | ---- | ---- | ---- | ---- | ---- |
| 569  | 536  | 528  | 562  | 545  | 505  | 507  | 517  | 513  |

| 2021 | 2022 | - | - | - | - | - | - | - |
| ---- | ---- | - | - | - | - | - | - | - |
| 495  | 477  | - | - | - | - | - | - | - |

Maisnières a connu son pic démographique dans les années 1840-1860 avant de voir la population décroitre.
En 1836, la répartition de la population était de 331 habitants à Maisnières, 99 à Courtieux, 63 à Visse, 62 à Monchelet, 26 à Handrechy, 171 à Harcelaine et 9 à la ferme de Touvent. Tout ceci réparti en 218 ménages, et 209 maisons. Il y avait ainsi 96 maisons à Maisnières, 25 à Courtieux, 15 à Visse, 12 à Monchelet, sept à Handrechy, 53 à Harcelaine et un à Touvent.

### Enseignement
L'école locale  à deux classes fait partie du regroupement pédagogique intercommunal de la Vimeuse comprenant également les écoles de Vismes, Tilloy-Floriville et Frettemeule.
Les écoliers poursuivent leur scolarité au collège de Gamaches.

## Culture locale et patrimoine

### Lieux et monuments

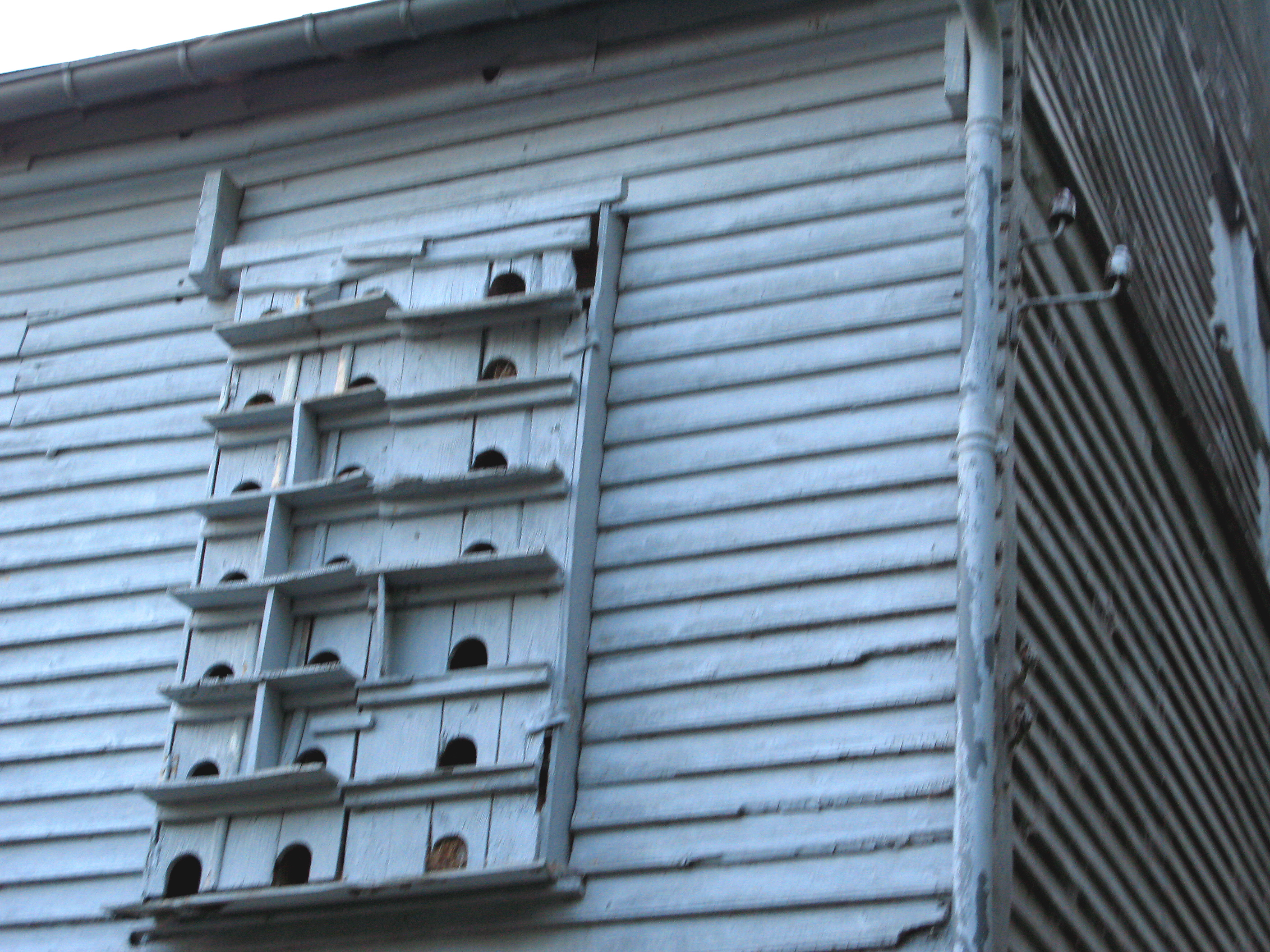
Colombier du moulin de Visse.

- Le Moulin de Visse, alimenté par la Vimeuse, est l'un des derniers survivants des quatorze moulins répertoriés sur ce cours d'eau.
La Vimeuse se divise en deux bras pour former une île sur laquelle était construit un moulin appartenant à l'abbaye de Corbie qui étendait son pouvoir et son influence jusqu'au Vimeu. À la Révolution, l'État fit de ce moulin appartenant au clergé un bien national pour le vendre. L'acquéreur de l'époque en fit l'acquisition à la fin de 1790 et, en 1837, le meunier reçut l'autorisation d'implanter en amont un nouveau moulin plus performant, le moulin actuel. L'agrément administratif ne lui sera attribué qu'en 1854.

Sa roue, restaurée en 1992, est visible derrière le bâtiment aux murs couverts de clins, lattes horizontales de bois protégeant le mur de la pluie, depuis un petit pont rudimentaire de poutres traversant la rivière qui coule dans une nature encore préservée, parmi la végétation.
Maisnières, avec ses hameaux, a connu l'existence de nombreux moulins dans son passé. La plupart étaient des moulins à eau édifiés sur la Vimeuse. On relève toutefois un moulin à vent, sur le mont de Visse, élevé par un abbé de Corbie pour la commodité de ses vassaux.
Sur un plan dressé en avril 1854, par un ingénieur des Ponts et Chaussées, il apparait encore trois moulins en activité sur les hameaux qui bordent la Vimeuse :
- moulin de Visse propriété du sieur Sueur (Benjamin) ;
- moulin de Monchelet au sieur de Boffle ;
- moulin d'Harcelaines, à l'arrière du château, également au sieur de Boffle.

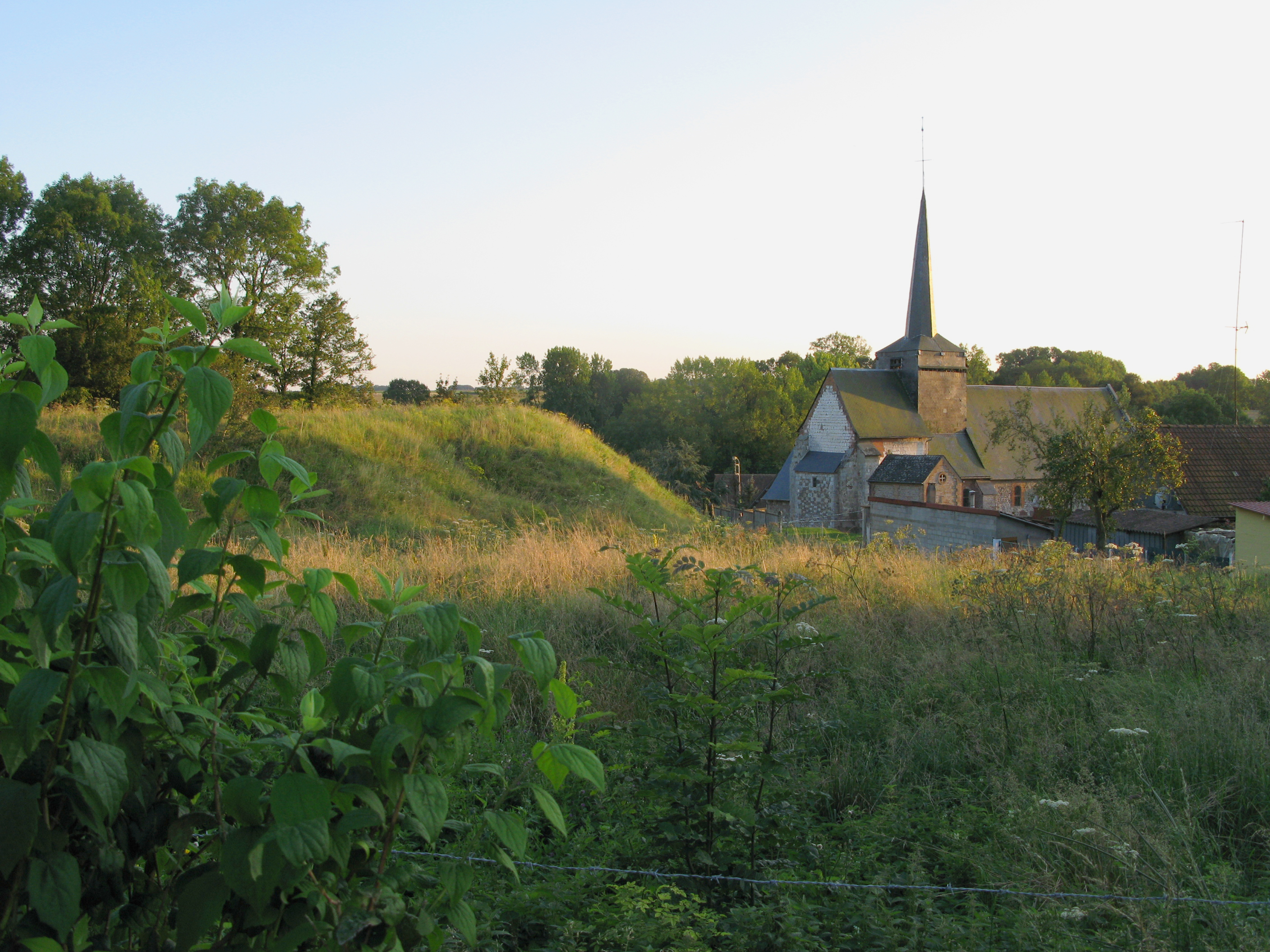
L'église se dresse à l'ouest en contrebas de la motte castrale.

- Ancien château médiéval de la famille De Maisnières 
Maisnières avait son château à côté de l'église, à droite en allant vers Tours-en-Vimeu.
Il n'en reste qu'une motte castrale longue de 35 mètres et large de 25 mètres, au sommet plat actuellement non boisé, située dans une prairie et dominant le voisinage, côtés sud et ouest.
Ce château semble avoir été détruit, au moins partiellement, vers 1380-1400.
- Château de Maisnières et son jardin d'agrément

Château de Maisnières
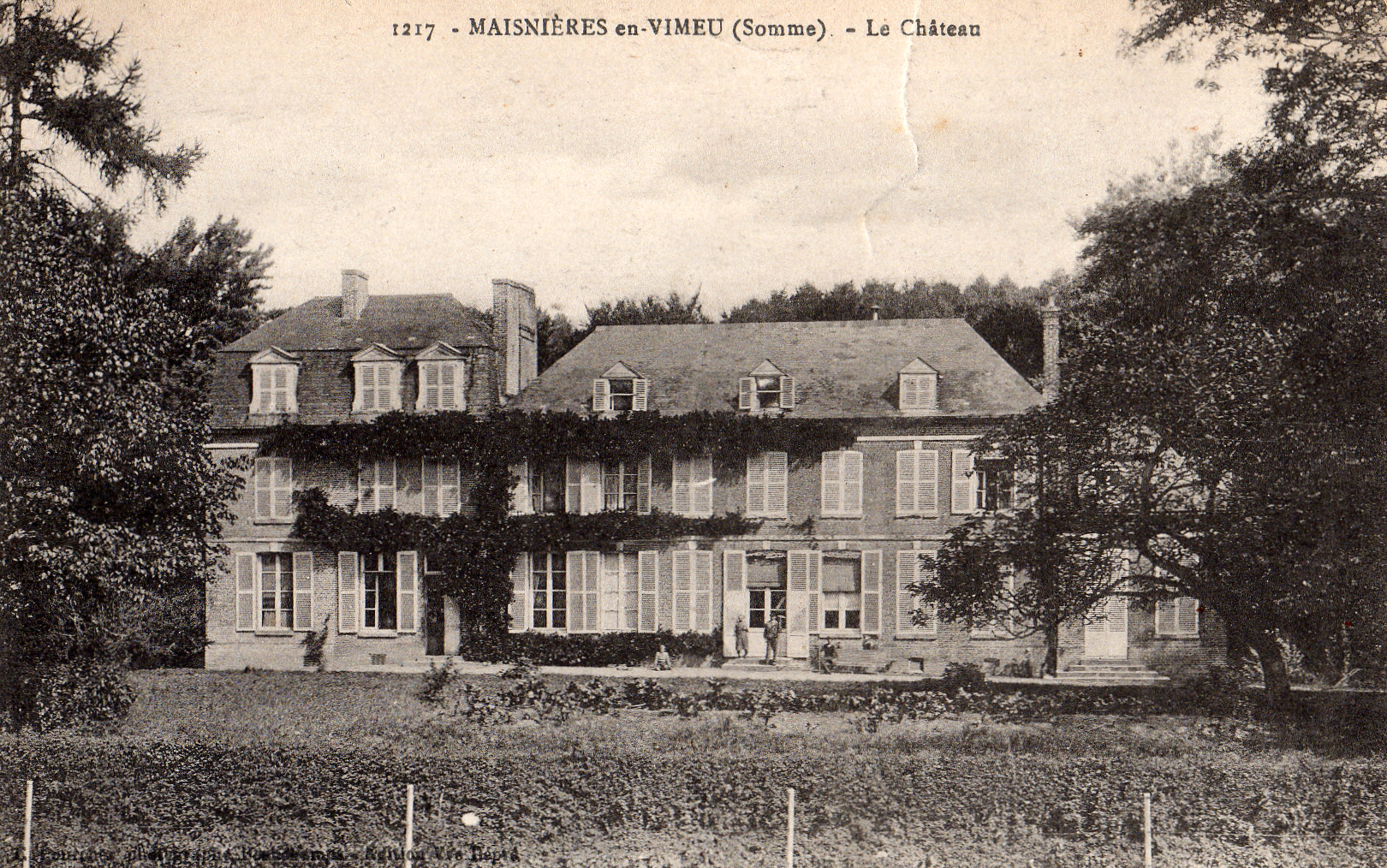
Façade avant.
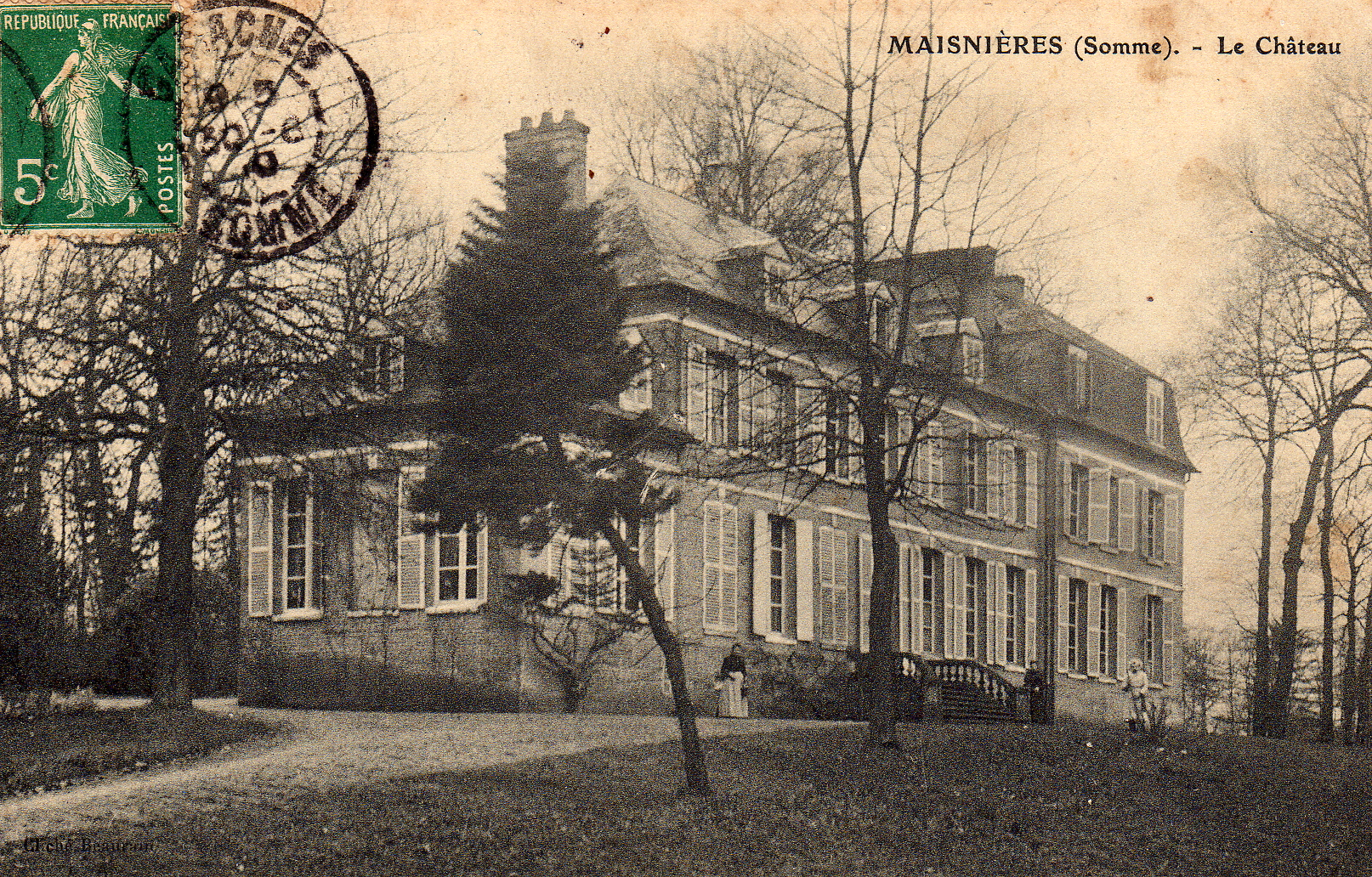
Vue arrière.

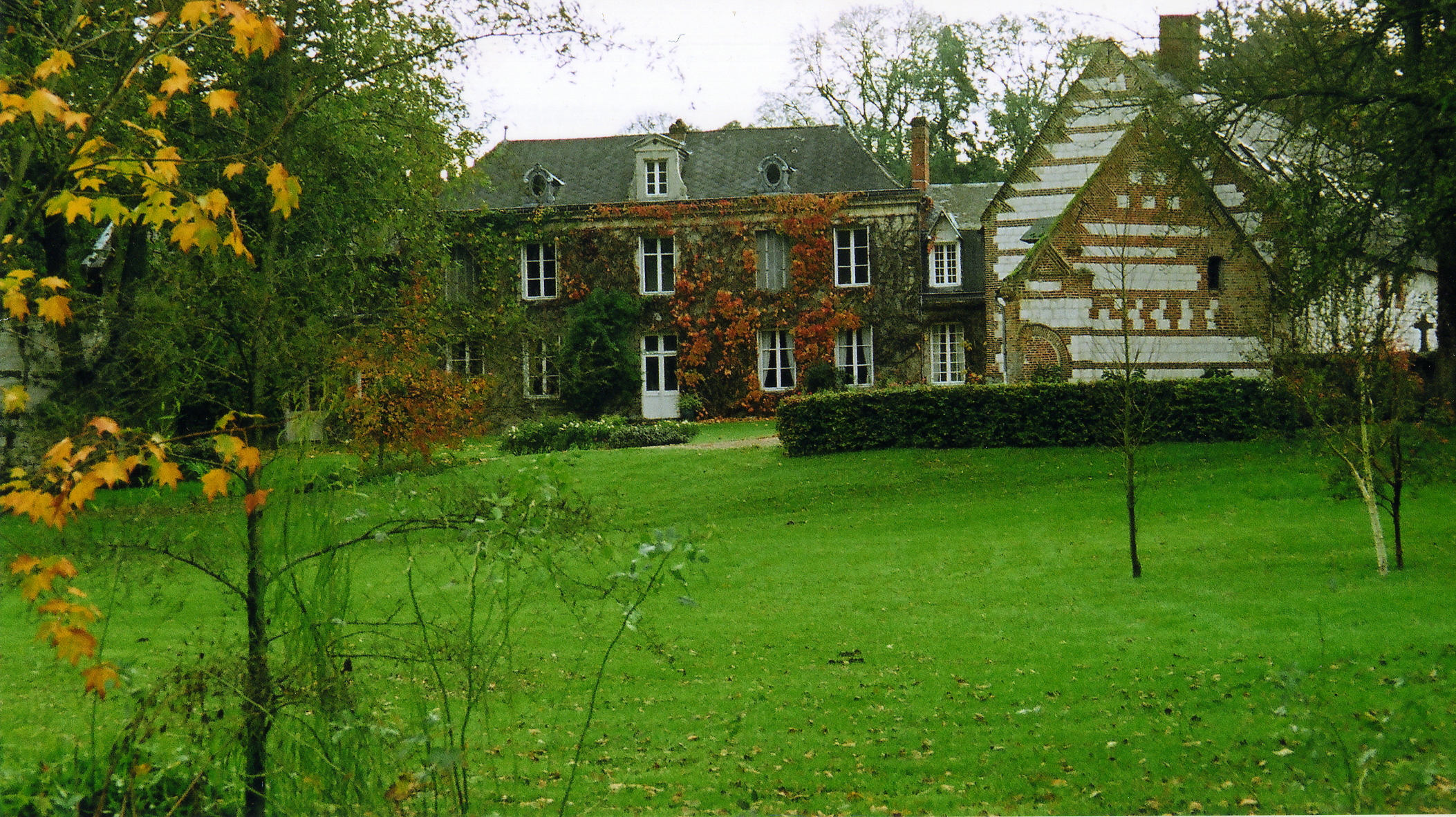
Vue arrière du château.

- Château d'Harcelaines et son jardin d'agrément
Dans une propriété mi-XVIe mi- XIXe siècle, autour d'un petit château en brique et pierre adossé à une chapelle du XVIe siècle, se trouve un jardin classique sur trois hectares. On y découvre un passage d'eau avec jardin aquatique et jardin anglais, ainsi qu'une collection de fougères, narcisses et meconopsis.

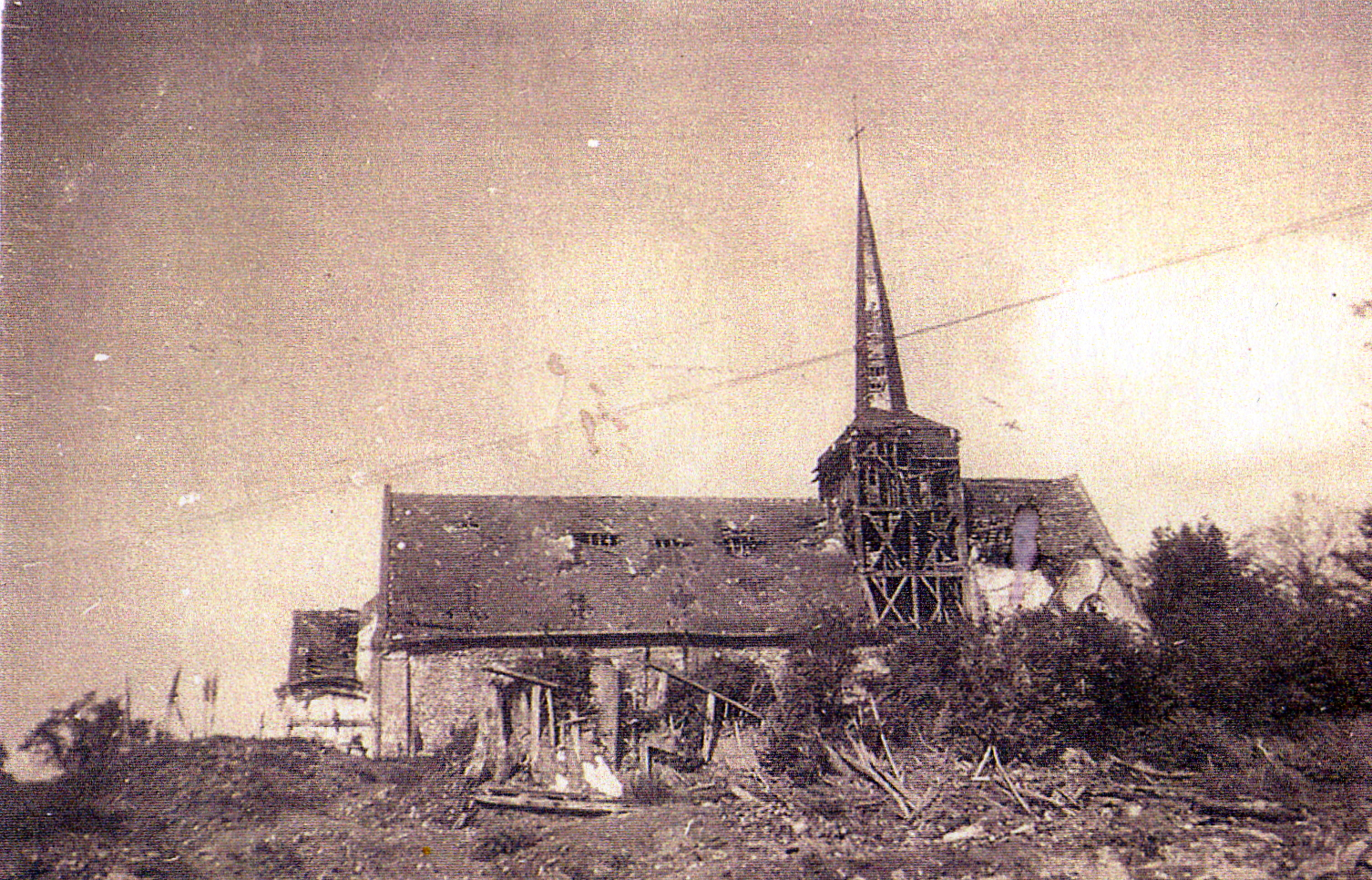
Dégâts causés à l'église après la chute d'un V1 le 3 juillet 1944.

- L'église de Maisnières, dédiée à saint Crépin et à son frère saint Crépinien, s'élève au pied de la motte du château médiéval. 
Une nef précédée d'un porche, un cœur à chevet plat, une chapelle ouverte au sud sur le chœur, un clocher en charpente à l'entrée du chœur et dans l'axe de l'édifice, tels sont les éléments qui composent le plan de l'église.

La nef que flanquent des contreforts larges et peu saillants en grès, en constitue la partie la plus ancienne. Elle ne fut jamais voûtée et remonte à 1100 environ.
Une porte en tiers point et à double voussure de grès s'ouvre dans la façade occidentale de la nef. Une frise décorée  de palmettes d'acanthe méplates court entre deux boudins à hauteur des impostes. L'archivolte intérieure, ainsi que les piédroits qu'elle surmonte, est arrondie. L'archivolte extérieure porte sur son arête un cavet. Cette porte appartient au commencement du XIIe siècle. De la même époque datent deux des contreforts à glacis qui épaulent le chevet plat de l'église.
Au XIVe siècle, fut construite la chapelle dont la base est en silex et la partie supérieure en moellons blancs, ainsi que le mur en silex élevé entre les deux contreforts du chevet, dans le but de ménager un réduit derrière le chœur. Une fenêtre divisée par un meneau central, et dont un oculus ajoure le tympan, occupe le pignon de la chapelle.
Un siècle plus tard, on remania le chœur qu'on se proposait de voûter, comme l'attestent les culots feuillagés logés dans les quatre angles. Dans la pensée de l'architecte, le chœur aurait servi sans doute de souche à la tour du clocher.
Au XVe siècle également, appartient le porche voûté, dont la porte en tiers point est d'une archivolte aux retours horizontaux.
Le clocher, avec sa flèche en ardoises, serait élevé sur une ancienne tour.
Les fonts baptismaux affectent la forme d'une courte colonne couronnée par un chapiteau. Des feuilles d'érable détachées les unes des autres ornent la corbeille du chapiteau qui surmonte un gros dé de pierre octogone, dépourvu de toute moulure. Ces fonts baptismaux appartiennent au XIVe siècle.
La chaire du XVIIe siècle provient, d'après la tradition, de l'abbaye du Lieu-Dieu.
Le 2 juin 1775, la deuxième cloche de Maisnières fut baptisée et nommée Marie-Françoise-Angélique, par Antoine Godard, receveur de la châtellenie de Marie-Françoise-Angélique Lottin.
Le 3 juillet 1944, une partie de la toiture et du clocher fut soufflée, lors de la chute d'un V1 qui tua trois enfants d'une même famille.

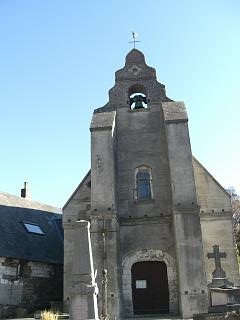
L'église d'Harcelaines s'adosse pratiquement à la propriété du château.

- Église d'Harcelaines, dédiée à saint Saturnin, caractérisée par un campenard. 
Le chœur a été refait en partie postérieurement à la nef, dont les fenêtres sont ogivales et trilobées. 
Une crédence de même style, avec une seule piscine, existe à droite du chœur. Le portail s'ouvre en anse de panier, entre deux contreforts épais. Il est surmonté d'un « clocher-arcade » pour deux cloches : une seule y est suspendue. 
La porte est en chêne sculpté mais les quatre figures qui se trouvaient au centre furent détruites. Dans le chœur, se trouve la pierre sépulcrale de Jean-Baptiste L'Esperon d'Ochancourt, chevalier et seigneur d'Hercelaine, mort le 19 juillet 1782 à 89 ans. Dans la nef, celle d'un personnage décédé le 22 mars 1645 dont le nom est devenu illisible. Selon René de Belleval, il s'agirait de Jacques de Crény, écuyer et également seigneur d'Herceleine. Le retable du XVIIIe siècle provient de l'abbaye de Séry. La date de 1524 est gravée sur la voûte[39].
- Croix de Mission 
Cette croix est érigée, depuis mars 1862, à l'entrée du village, en venant de Tours-en-Vimeu, à l'embranchement vers Aigneville. On trouve l'historique sur le registre des délibérations de la fabrique de Maisnières : « Suite à une demande du curé de Maisnières de l'époque vers l'évêque d'Amiens, celui-ci a accordé une indulgence de 15 jours ». Son ordonnance fut inscrite dans le registre de la fabrique. Une mission a donc été ouverte le 1er dimanche de carême 9 mars 1862.

Maisnières, paroisse de 700 habitants, comptait tous les jours dans son église près de 2 000 fidèles. Les processions de Maisnières, Harcelaines, Frettemeule, Tilloy, Hélicourt réunies s'étendaient sur plus de deux kilomètres. La mission se termina le 25 mars par une plantation solennelle de croix. Elle fut appelée croix de Mission.

### Personnalités liées à la commune
- Avant 1218 meurt Guy de Maisnières, premier du nom, et frère puîné de Jean, comte du Ponthieu. Guy de Maisnières, chevalier, sire de Noyelles-sur-Mer et de Maisnières, fut sénéchal du Ponthieu.
- Jean de Maisnières, chevalier, a participé, le 27 juillet 1214, à la bataille de Bouvines. Avec le comte de Ponthieu, il a combattu avec les troupes de Philippe Auguste opposées à une coalition anglo-germano-flamande[40].
- Edmond de Belleval, écuyer, demeurait à Monchelet en 1523[réf. nécessaire].
- Joachim Joseph Levasseur de Neuilly (1743-1808), général des armées de la République, traître à la patrie, déserta avec Dumouriez le 5 avril 1793.

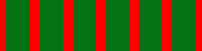
Ruban de la médaille de Sainte-Hélène.

- Six Maisnièrois eurent la médaille de Sainte-Hélène[41], créée par Napoléon III pour récompenser les 405 000 soldats, encore vivants en 1857, qui combattirent aux côtés de Napoléon Ier pendant les guerres de 1792-1815.
  - Jean François Dumoin, né le 5 octobre 1789, soldat au 12e de ligne, période 1807 à septembre 1815.
  - Crépin Gauthier, né le 20 décembre 1774, soldat dans la Grosse artillerie, période 10 octobre 1792 à une date inconnue. Campagnes de France, s'est battu à Maubeuge et Dunkerque.
  - Louis François Gruet, né le 12 octobre 1786, soldat, 1 o Légion d'honneur ?, période 4 juin 1807 à 1815. Campagnes : Espagne et France. A perdu l'œil droit, fait prisonnier à Cadix.
  - Jean François Lion, né le 14 octobre 1789, soldat, période 2 avril 1808 au 25 juin 1815. Campagnes : Russie et Fleurus. Blessé plusieurs fois et fait prisonnier.
  - Ambroise Thiébault, né le 4 juillet 1793, fourrier au 58e de ligne, période du 27 novembre 1813 à juillet 1815.
  - Charles François Thiébault, frère d'Ambroise, né le 10 septembre 1787, sergent au 28e de ligne, période du 8 mai 1808 à une date inconnue. Campagnes : Espagne et Russie. A été blessé.
- Xavier Hesse né en 1935. Footballeur professionnel en division 2 de 1954 à 1961. Respectivement joueur au Havre, à Aix-en-Provence et à Alès[42].

Les Fiefs et les Seigneuries de MAISNIERES - Depuis l'an 1000 jusqu'en 1789. (Extraits de Fiefs et Seigneuries du Ponthieu et du Vimeu) publié en 1870 de René de Belleval Historiographe né à Abbeville en 1837. La Maison de MAISNIERES en Vimeu ets issue des Comtes de PONTHIEU de la deuxième race.
Les sires de Maisnières portaient, comme leurs aînés les comtes de Ponthieu, d'or à trois bandes d'azur.
Les seigneurs de Maisnières se succédèrent comme suit :
* Guy Comte de Ponthieu, chevalier sénéchal de Ponthieu, né vers 1145, seigneur de Noyelles-sur-mer et de Maisnières, décédé vers 1218.Guy fut la "tige" de la famille de Maisnières. Cette famille est issue des comtes de Ponthieu. Il était le fils puîné de GuyII, Comte de Ponthieu, qui a accompagné le roi Louis le Jeune en Terre Sainte en 1147 , et était l'un des chefs de l'expédition. Il fut tué à EPHESE (2ème Croisade) sous le commandement de Louis VII.
* Jean (Johannes de Maignerlis), fils de Guy, chevalier, seigneur et châtelain dudit lieu. Naissance vers 1167. Apparaît dans un assez grand nombre de chartes. En octobre 1225, il règle avec l'abbaye de Corbie leurs droits respectifs à Maisnières. Jean vivait encore en 1244.
* Henry, chevalier, fils de Jean, seigneur dudit lieu et de Neslette, repris plusieurs chartes avec sa femme Alix et son fils aîné Guillaume..
* Guillaume (Willaume) fils aîné d'Henry. Il aida à l'abolition de la commune. Il a été inhumé en l'église de Valoires en 1249. Il a eu deux enfants : Jean et Aléaume, écuyer
* Jean (Jehan), fils de Guillaume, chevalier, seigneur dudit lieu et de Neslette. Il fait un accommodement avec l'abbé de Corbie sur plusieurs contestations entre eux relatives à Maisnières, en mai 1283. Il a eu au moins quatre enfants dont :
* Aléaume, fils de Jean, écuyer, seigneur dudit lieu. Il est cité avec ses frères dans une pièce du 7 mars 1339.
* Jean (Jehan), fils d'Aléaume, écuyer, seigneur dudit lieu. Il avait épousé Isabelle de Belleval.
* Robert, frère de Jean (surnommé Froissard), écuyer. Est partie, avec son frère Jean, dans un procès contre les religieux de Corbie pour quelques faits survenus à Maisnières, en avril 1344.
* Guillaume, fils de Robert, écuyer, vivant en 1380.
* Raoul, fils de Guillaume, écuyer, seigneur dudit lieu en 1415, mort le 9 août 1452.
* Edmond de Maisnières, fils de Guillaume, écuyer, seigneur dudit lieu et de Rogeant. Il vend terres et seigneurie le 5 avril 1459 à l'abbaye de Corbie. Il mourut peu de temps après, à Rogeant (hameau de Tœufles), sans laisser d'enfants. HARCELAINES  Faisait partie du bailliage d'Amiens. Antoine de Belleval, écuyer, demeurait à Harcelaines en 1583. Dans l'église d'Harcelaines, sous des pierres tombales, est inhumé Jacques de Crény, écuyer, Seigneur d'Harcelaines mort le 22 mars 1645. HAUDRECHIES  Faisait partie du bailliage d'Abbeville. On trouve trace de Jean de Haudrechy Seigneur, écuyer en 1380. Puis l'héritier du précédent, portant mêmes nom et prénom, Jean de Haudrechy, écuyer en 1386. MONCHELET  Faisait partie du bailliage d'Abbeville. Edmond de Belleval, écuyer, demeurait à Monchelet en 1523. VISSE La seigneurie, tenue du roi avec celle de Maisnières, appartenait à l'abbaye de Corbie
La maison de Maisnières, éteinte au XVe siècle, fut incontestablement l'une des premières et des plus illustres du Ponthieu, puisqu'elle était issue directement des comtes de Ponthieu qui étaient eux-mêmes de souche royale. Jamais origine ne fut plus authentiquement prouvée, et une charte de Guillaume, comte de Ponthieu, du mois de novembre 1218, établit d'une manière irréfutable que Guy de Maisnières, premier du nom, était le frère puîné de son propre père, Jean, comte de Ponthieu.
Liste des curés
| Période                 | Identité             | Note                                                                                     |
| ----------------------- | -------------------- | ---------------------------------------------------------------------------------------- |
| 1620                    | Fouache Jacques      |                                                                                          |
| 1647 - 1651             | Ringuet Charles      |                                                                                          |
| 1690                    | Ozenne Marc          | Ancien curé de Harcelaine                                                                |
| 1697 - 1708             | Capperon Charles     |                                                                                          |
| 1710                    | Frère Joseph Dunet   | Religieux cordelier                                                                      |
| 20/09/1714 - 29/08/1717 | Moittier Antoine     | Sous-prieur de Dompierre sur l'Authie, nommé sur la présentation du cardinal de Polignac |
| 1718 - 12/09/1730       | Pohier Jean-Philippe |                                                                                          |
| 1730 - 1745             | Herbet François      |                                                                                          |
| 1745 - 1791             | Guisel               |                                                                                          |
| 1802                    | Delecluze            |                                                                                          |
| 1818                    | Davergne             |                                                                                          |
| 1830                    | Poiret               |                                                                                          |
| 1831                    | Cumont               |                                                                                          |

Joseph Vasseur est le dernier curé de Maisnières, de 1897 à 1920. Ensuite, le presbytère deviendra école, logement d'instituteurs et mairie du village.

### Héraldique
| Blason de Maisnières | Blason  | Tranché d'azur à trois étoiles de six rais d'argent, et d'or à la bande d'azur.                  |
| Blason de Maisnières | Détails | Nouveau blason de la commune. Le précédent était : "d'or aux trois bandes d'azur" Adopté en 2024 |